# Terra Santa (ort)
Terra Santa är en ort i Brasilien.   Den ligger i kommunen Terra Santa och delstaten Pará, i den centrala delen av landet, 1 800 km nordväst om huvudstaden Brasília. Terra Santa ligger 21 meter över havet och antalet invånare är 13 512. Den ligger vid sjöarna  Lago Uruá och Lago de Faro.
Terrängen runt Terra Santa är platt.
Runt Terra Santa är det mycket glesbefolkat, med 7 invånare per kvadratkilometer.